# Nevăstuică siberiană
Nevăstuica siberiană (Mustela sibirica), numită și vizon siberian, kolonoc sau dihor siberian, este o specie de mustelidă. Este găsită în Bhutan, China, Coreea de Nord, Coreea de Sud, India, Mongolia, Myanmar, Nepal, Pakistan, Rusia și Taiwan, dar este posibil să se găsească și în Laos și Thailanda, iar în Japonia a fost introdusă. Uniunea Internațională pentru Conservarea Naturii o clasifică drept specie neamenințată cu dispariția.

## Taxonomie
Nevăstuica siberiană a fost descrisă științific în 1773 de către Peter Simon Pallas.  Există 11 subspecii descrise ale speciei Mustela sibirica:
- Mustela sibiricasibrica Pallas, 1773
- M. s. canigula Hodgson, 1842
- M. s. charbinensis Lowkashkin, 1934
- M. s. coreanus Domaniewski, 1926
- M. s. davidiana Milne-Edwards, 1871
- M. s. fontanierii Milne-Edwards, 1871
- M. s. hodgsoni Gray, 1843
- M. s. manchurica Brass, 1911
- M. s. moupinensis Milne-Edwards, 1874
- M. s. quelpartis Thomas, 1908
- M. s. subhemachalana Hodgson, 1837

## Descriere
Masculii adulți au 28-39 cm în lungime, în timp ce femelele ajung la 25–30,5 cm. La masculi, coada poate avea până la 15,5–21 cm în lungime, iar la femele până la 13,3–16,4 cm. Greutatea masculilor este de 650–820 g; cea a femelelor de 360–430 g. Exemplare deosebit de mari au fost văzute în Stepa Baraba.

## Răspândire și habitat
Nevăstuica siberiană este găsită în Bhutan, China, Coreea de Nord, Coreea de Sud, India, Mongolia, Myanmar, Nepal, Pakistan, Rusia și Taiwan, dar este posibil să se găsească și în Laos și Thailanda, iar în Japonia a fost introdusă. Cea mai înaltă altitudine la care viețuiește este de 4.875 m. Habitatul său include păduri, zone deschise care conțin porțiuni mici de pădure și silvostepă și maluri de râuri.

## Dietă
Dieta nevăstuicii siberiene include pești, amfibieni, semințe de pin, hoituri, rozătoare și iepuri fluierători.

## Stare de conservare
Nevăstuica siberiană are o răspândire largă. Populația sa constă în mulți indivizi, este stabilă (adică nu este în creștere sau în scădere) și este improbabil să scadă într-un ritm suficient de rapid pentru a justifica includerea speciei într-o categorie amenințată. Este afectată de incendii naturale și de competiția pe resurse cu samurul. Arealul său cuprinde arii protejate, iar în Rusia este vânată legal pentru blana sa. Uniunea Internațională pentru Conservarea Naturii o clasifică drept specie neamenințată cu dispariția.